# Palm Dog
El Premio  Palm Dog  es un premio alternativo anual presentado por los críticos internacionales de cine durante el Festival de Cine de Cannes. Comenzado en 2001 por Toby Rose, se otorga a la mejor actuación de un canino (en vivo o animado) o un grupo de caninos durante el festival. 
Reportado por primera vez en junio de 2002,  el Palm Dog ha sido reportado por los principales medios de comunicación de todo el mundo, incluidos Sydney Morning Herald, The New York Times, la BBC, el diario Los Angeles Times y ABC News.

## Galardonados
2001
- Otis de The Anniversary Party. Jennifer Jason Leigh, directora de la película recibió el premio en persona.
- Leo como Delgado en Large

2002
- Tähti como Hannibal en Un hombre sin pasado
- Jack Russell Sonny (apodo George) en Mystics

2003
- Moses en Dogville
- Bruno en Les Triplettes de Belleville

2004
- Todos los perros en la película Mondovino
- Perro acróbata en La vida es un milagro

2005
- Bruno en The Cave of the Yellow Dog[6]
- El "pequeño fiel West Highland Terrier" en The Adventures of Greyfriars Bobby

2006
- Mops en  Marie Antoinette
- Schumann, un Schnauzer gigante, en Pingpong

2007
Por primera vez, el Palm Dog fue premiado en un empate::
- Todos los perros callejeros en Ma-Mha
- Yuki en  Persepolis[6]

2008
Por primera vez se entregó el premio por unanimidad:
- Lucy enWendy and Lucy[6]
- Además, se otorgó un premio especial del jurado a Molly en O' Horten.

2009
- Dug en  Up
- Black poodle en Inglourious Basterds
- El zorro del Antichrist (sin respetar las reglas)

2010
- Boss en Tamara Drewe
- Premio especial del Jurado para Vuk in Le Quattro Volte.[6]

2011
- Uggie in The Artist[13]
- Premio especial del Jurado para Laika en Le Havre.[6]

2012
- Banjo y Poppy en Sightseers
- Premio especial del jurado para Billy Bob en Le grand soir

2013
- Baby Boy en Behind the Candelabra

2014
- El  reparto canino de White God

2015
- Lucky the Maltipoo in Arabian Nights
- Gran Premio del Jurado – Bob de  The Lobster
- Palm Dog Manitarian  – I Am a Soldier

2016
- Nellie en Paterson
- Jacques en Victoria
- Palm Dog Manitarian  – Ken Loach

2017
- Einstein por su actuación de Bruno en The Meyerowitz Stories
- Gran Premio del Jurado – Lupo for Ava
- Palm DogManitarian – Leslie Caron y su perro de rescate de 17 años Tchi Tchi

2018
- Reparto canino de Dogman
- Gran Premio del Jurado – Diamantino
- Palm DogManitarian  – Vanessa Davies y su pug Patrick
- Special Jury Prize – Perros de seguridad Lilou, Glock y Even

2019
- Sayuri por su actuación como Brandy en Once Upon a Time ... in Hollywood
- Gran Premio del Jurado: los artistas caninos en Little Joe y Aasha and the Street Dogs
- Palm Dog Manitarian  – Google por apoyar a los perros en el lugar de trabajo
- Premio Underdog The Unadoptable